# Национал-синдикализм
Национа́л-синдикали́зм — националистический вариант синдикализма, типично связанного с рабочим движением во Франции, Италии, Испании и Португалии. Национал-синдикализм стал основой Испанской фаланги Примо де Риверы и Национальной Фашистской Партии Бенито Муссолини. 

## Появление национального синдикализма во Франции
Идеология национал-синдикализма сложилась во Франции как синтез националистических идей лидера «Аксьон Франсез» Шарля Морраса и революционного синдикализма Жоржа Сореля. По мнению Сореля, новая пролетарская мораль и идеология могут развиваться уже в недрах капитализма, внутри профсоюзов, этих чисто пролетарских классовых органов. На базе профсоюзов сформируется новое общество, которое заменит существующее капиталистическое.
Первая открытая попытка сближения Сореля и «интегральных националистов» была предпринята в апреле 1909 года, когда, прочитав второе издание «Расследования о монархии» Морраса, Сорель выразил своё восхищение основателю «Аксьон Франсез». Три месяца спустя Сорель публикует в «Divinire soziale» Энрико Леоне, самом влиятельном издании итальянских революционных синдикалистов, почтительный отзыв об идеях Морраса, ответ на который будет опубликован месяц спустя в журнале Action francaise под заголовком «Антипарламентские социалисты». Моррас уже в 1900 г. начал готовить почву для будущих контактов с левым нонконформизмом. «Настоящая социалистическая система, — отмечает он, — будет освобождена от всякого элемента демократизма». Моррас отвергает эгалитаризм и марксистский интернационализм, но в то же время для него «социализм, освобожденный от демократических и космополитических элементов, может подойти национализму как хорошо сделанная перчатка к прекрасной руке».
В 1911 г. Жорж Валуа, в будущем видный деятель французского националистического движения, на 4-м съезде «Аксьон Франсез» заявляет о том, что националистическое и синдикалистское движения, несмотря на все различия, имеют общую цель. В том же году Валуа основывает синдикалистский «Кружок Прудона» (Cercle Proudhon), который, по его словам, должен стать «общей платформой для националистов и левых антидемократов». В первом выпуске журнала Cahiers du cercle Proudhon (январь-февраль 1912) была опубликована следующая декларация: «Основатели — республиканцы, федералисты, интегральные националисты и синдикалисты… с большим энтузиазмом относятся к идее организации французского общества согласно принципам французской традиции, которые они нашли в трудах Прудона и в современном синдикалистском движении». В работу «Кружка Прудона» включается и Сорель.
В 1925 г. национал-синдикалистский «Кружок Прудона» вливается в состав организации «Фасции» — «Faisceaux», созданной Валуа, после того, как он покинул «Аксьон Франсез». В недолгий период левого правительства Эррио организация Валуа имела ещё некоторый успех, но новая победа правых под руководством Пуанкаре в 1926 г. прямо и косвенно привела к поражению «Фасций», вызывавших с самого начала яростную враждебность «Королевских молодчиков» из «Аксьон Франсэз». Увидев, что его движение неспособно конкурировать с крайне правой политикой вроде политики Пуанкаре, Валуа решил усилить «левые» черты своей программы. Он соединял это с усиливавшейся критикой фашизма, которому он теперь ставил в вину реакционность его принципов, и с отчетливым отказом от антисемитизма. Во время Второй мировой войны Валуа, превратившийся из фашиста почти в антифашиста, погиб в немецком концентрационном лагере.
Видным идеологом французского национал-синдикализма являлся также журналист и профсоюзный организатор Гюстав Эрве, эволюционировавший в 1910-х годах от ультралевого социализма к национализму, а в 1920—1930-х — к фашизму.

## Национальный синдикализм в Италии
В 1902—1910 гг. ряд итальянских революционных синдикалистов (в частности один из лидеров и теоретиков синдикализма, экономист Артуро Лабриола) предприняли попытку объединить националистическое и синдикалистское движения — этим было вызвано сотрудничество синдикалистов с теоретиком «пролетарского национализма» Энрико Коррадини, основателем первой националистической партии в Италии, Итальянской националистической ассоциации (в 1923 г. эта организация вошла в состав партии Муссолини, а сам Коррадини стал членом фашистского правительства).
В отличие от анархо-синдикалистов, деятелей профсоюзного движения, и марксистских элементов итальянского рабочего движения, национальные синдикалисты поддерживали вступление Италии в Первую мировую войну. Также они отклонили интернационализм анархистов и марксистов в пользу милитаризма и национализма.
Национальные синдикалисты предполагали, что либеральная демократическая система будет уничтожена в ходе массовых всеобщих забастовок, после чего экономика страны будет преобразована в корпоративную модель, основанная на классовом сотрудничестве, противопоставленная марксистской классовой борьбе (см. нацистскую модель национальной общности).
Показательно, что в 1918 г. Муссолини объявил национальный синдикализм доктриной, которая может объединить классы ради национального роста и развития.

## Национал-синдикализм в Испании и Португалии
В Португалии национал-синдикализм формировался под сильным влиянием монархизма и лузитанского интегрализма. В политике диктатора Антониу ди Оливейра Салазара, особенно после принятия корпоративистской конституции «Нового государства» в 1933 г. проявлялись некоторые элементы национал-синдикализма. Однако консервативно-этатистская идеология салазаризма препятствовала реализации радикальных синдикалистских установок. Между режимом Салазара и национал-синдикалистами возник острый конфликт. Движение национал-синдикалистов было запрещено. Его лидеры Франсишку Ролан Прету и Алберту Монсараш пытались организовать переворот и после подавления мятежа вынуждены были эмигрировать.
В 1934-35 гг. национал-синдикалистские ячейки и целые профсоюзы стали возникать в Испании и Греции, что способствовало дальнейшему развитию авторитарных движений в этих странах.
В Испании идеологию национал-синдикализма разрабатывал публицист Рамиро Ледесма Рамос, находившийся под влиянием идей Сореля и Ортеги-и-Гассета. В издаваемом с 1931 г. журнале «Завоевание государства» (Conquista del Estado) Ледесма Рамос пытался совместить националистические и анархо-синдикалистские идеи. Тогда же Рамосом и его сторонниками была предпринята попытка внедриться в ведущую анархо-синдикалистскую организацию Испании, Национальную конфедерацию труда (CNT). В 1934 г. возглавляемая Ледесмой Рамосом организация "Хунты национал-синдикалистского наступления (Juntas de Ofensiva Nacional-Sindicalista, JONS) объединилась с «Испанской фалангой» Хосе Антонио Примо де Риверы. Черно-красный флаг фалангистов — это наследие JONS, которые в свою очередь позаимствовали цвета у анархо-синдикалистов из CNT.
Официальным названием правящей фалангистской партии — единственной разрешенной организации в период диктатуры Франко была «Испанская фаланга традиционалистов и комитетов национал-синдикалистского наступления (исп. Falange Española Tradicionalista y de las JONS)». Изначально фалангисты выступали не за диктатуру одной партии, а против существования партий вообще, так как считали их инструментом нарушения единства нации.

## Национал-синдикалистские проявления в России
В России идеи и структуры национал-синдикалистского толка формировались в эсеровском движении, особенно в той части, что ассоциировалась с именем Бориса Савинкова. Савинков позитивно относился к итальянскому фашизму начала 1920-х годов и имел личные контакты с Бенито Муссолини. Те же мотивы были заметны в идеологии Народно-трудового союза российских солидаристов, особенно на раннем этапе. Однако российский национал-синдикализм не сумел утвердиться как сильная антикоммунистическая альтернатива ни в ходе гражданской войны, ни в антисоветском подполье.
В современной РФ национал-синдикализм существует в виде разрозненных групп, наиболее заметная из которых действует в Санкт-Петербурге. Позиции национал-синдикалистов во многом близки к корпоративистам из организации НТС(оск).